# Ernst Voulliéme
Ernst Voulliéme (* 11. Januar 1862 in Gumbinnen; † 31. Juli 1930 in Gumbinnen) war ein deutscher Bibliothekar und Inkunabelforscher.

## Wirken
Nach seiner Reifeprüfung am Luisenstädtischen Gymnasium in Berlin studierte Ernst Voulliéme Klassische Philologie und Archäologie an den Universitäten Berlin und Halle/S. An der Universität Halle promovierte er im Jahre 1887. Ein Jahr später (1888) trat er an der Preußischen Staatsbibliothek Berlin in den Bibliotheksdienst ein, von 1889 bis 1896 war er an der Universitätsbibliothek Bonn tätig und wechselte dann 1896 wieder an die Preußische Staatsbibliothek. Von 1906 bis 1927 war er in Berlin am "Gesamtkatalog der Wiegendrucke" tätig, 1907 wurde ihm der Professorentitel verliehen. Voulliéme machte sich vor allem als Inkunabelforscher einen großen Namen, er veröffentlichte Kataloge von Inkunabelbeständen der Bibliotheken in Bonn, Berlin und Trier. 

## Schriften (Auswahl)
- Quomodo veteres adoraverint. Dissertation Universität Halle/S. 1887.
- Die Incunabeln der Königlichen Universitäts-Bibliothek zu Bonn. Ein Beitrag zur Bücherkunde des XV. Jahrhunderts (= Zentralblatt für Bibliothekswesen, Beiheft, Bd. 13). Harrassowitz, Leipzig 1894 (Reprint: Kraus, Nendeln 1968).
- Der Buchdruck Kölns bis zum Ende des 15. Jahrhunderts. Ein Beitrag zur Inkunabelbibliographie (= Publikationen der Gesellschaft für Rheinische Geschichtskunde, Bd. 24). Behrendt, Bonn 1903 (Reprint Droste, Düsseldorf 1978, ISBN 3-7700-7524-2).
- Die Inkunabeln der Königlichen Bibliothek und anderer Berliner Sammlungen. Zwei Bände (= Zentralblatt für Bibliothekswesen, Beiheft, Bd. 30 und 45). Harrassowitz, Leipzig 1906/1914 (Reprint Kraus, Nendeln 1968).
- (Mitarb.): Monumenta Germaniae et Italiae typographica. Reichsdruckerei, Berlin 1892–1916.
- Die Inkunabeln der öffentlichen Bibliothek und der kleineren Büchersammlungen der Stadt Trier (= Zentralblatt für Bibliothekswesen, Beiheft, Bd. 38). Harrassowitz, Leipzig 1910 (Reprint Kraus, Nendeln 1968).
- Die deutschen Drucker des 15. Jahrhunderts. Kurzgefaßte Einführung in die "Monumenta Germaniae et Italiae typographica". Reichsdruckerei, Berlin 1916 (2. Aufl. 1922).
- Die Inkunabelsammlung. In: Fünfzehn Jahre Königliche und Staatsbibliothek. Dem scheidenden Generaldirektor Exz. Adolf von Harnack zum 31. März 1921 überreicht von den wissenschaftlichen Beamten der Preußischen Staatsbibliothek. Preußische Staatsbibliothek, Berlin 1921, S. 22–30.
- Die Inkunabeln der Preußischen Staatsbibliothek (früher Königlichen Bibliothek) und anderer Berliner Sammlungen. Ein Inventar (= Zentralblatt für Bibliothekswesen, Beiheft, Bd. 49, mit Nachtrag). Harrassowitz, Leipzig 1922/1927 (Reprint Kraus, Nendeln 1968).